# リヴァーサイド・スタジアム
リヴァーサイド・スタジアム（The Riverside Stadium or BT Cellenet Riverside Stadium）は、イングランド・ノース・ヨークシャー州ミドルズブラにあるスタジアム。ミドルスブラFCのホームスタジアムとなっている。

## 概要
1995年、エアーサム・パークから移転。そのエアーサム・パークは、1966年にイングランドで行われたワールドカップでも使用されたスタジアムであった。
このリヴァー(川)とはイングランド北部を流れ、北海へと注ぐ長さ137kmのen:River Teesのことである。

## 開催された主な大会・試合
- 国際Aマッチ

| 日付          | チーム#1     | 結果 | チーム#2     | ラウンド           |
| ------------- | ------------ | ---- | ------------ | ------------------ |
| 2003年6月11日 | イングランド | 2-1  | スロバキア   | UEFA EURO 2004予選 |
| 2021年6月2日  | イングランド | 1-0  | オーストリア | 親善試合           |
| 2021年6月6日  | イングランド | 1-0  | ルーマニア   | 親善試合           |

## 入場者数

### 平均入場者数
| シーズン | リーグ             | 平均入場者数 | % Full |
| -------- | ------------------ | ------------ | ------ |
| 2002–03  | プレミアリーグ     | 31,025       | 88%    |
| 2003–04  | プレミアリーグ     | 30,977       | 88%    |
| 2004–05  | プレミアリーグ     | 32,012       | 91%    |
| 2005–06  | プレミアリーグ     | 28,463       | 81%    |
| 2006–07  | プレミアリーグ     | 27,730       | 79%    |
| 2007–08  | プレミアリーグ     | 26,708       | 76%    |
| 2008–09  | プレミアリーグ     | 28,429       | 81%    |
| 2009–10  | チャンピオンシップ | 19,948       | 57%    |
| 2010–11  | チャンピオンシップ | 16,269       | 46%    |
| 2011–12  | チャンピオンシップ | 17,558       | 50%    |
| 2012–13  | チャンピオンシップ | 16,794       | 48%    |
| 2013–14  | チャンピオンシップ | 15,748       | 45%    |
| 2014–15  | チャンピオンシップ | 19,562       | 56%    |
| 2015–16  | チャンピオンシップ | 24,627       | 71%    |
| 2016–17  | プレミアリーグ     | 30,449       | 90%    |

### 最多入場者数
- 35,000 (代表ゲーム) イングランド代表 v スロバキア代表, 2003.06.11
- 34,836 (プレミアリーグ) ミドルスブラ v ノリッジ, 2004.12.28 - リヴァーサイド
- 53,536 (旧ディビジョン1) ミドルスブラ v ニューカッスル, 1949.12.27 - エアーサム